# 谢尔盖·博尔佐夫
谢尔盖·谢尔盖耶维奇·博尔佐夫（烏克蘭語：Сергій Сергійович Борзов；1980年4月12日—）是乌克兰政治人物，自2020年6月19日起担任文尼察州州长。